# ایر تاهیتی نویی
ایر تاهیتی نویی (به انگلیسی: Air Tahiti Nui) شرکت هواپیمایی حامل پرچم، کشور پلی نزی فرانسه (از قلمروهای فرادریایی فرانسه) است که دفتر مرکزی آن در پاپِه ته و دفتر عملیات روزانه آن در فاآ، تاهیتی قرار دارد. این شرکت پروازهای طولانی مدت را از پایگاه اصلی خود در فرودگاه بین‌المللی فاآ با ناوگانی متشکل از چهار فروند بوئینگ ۷۸۷ دریم‌لاینر انجام می‌دهد.

## ناوگان

### ناوگان فعلی

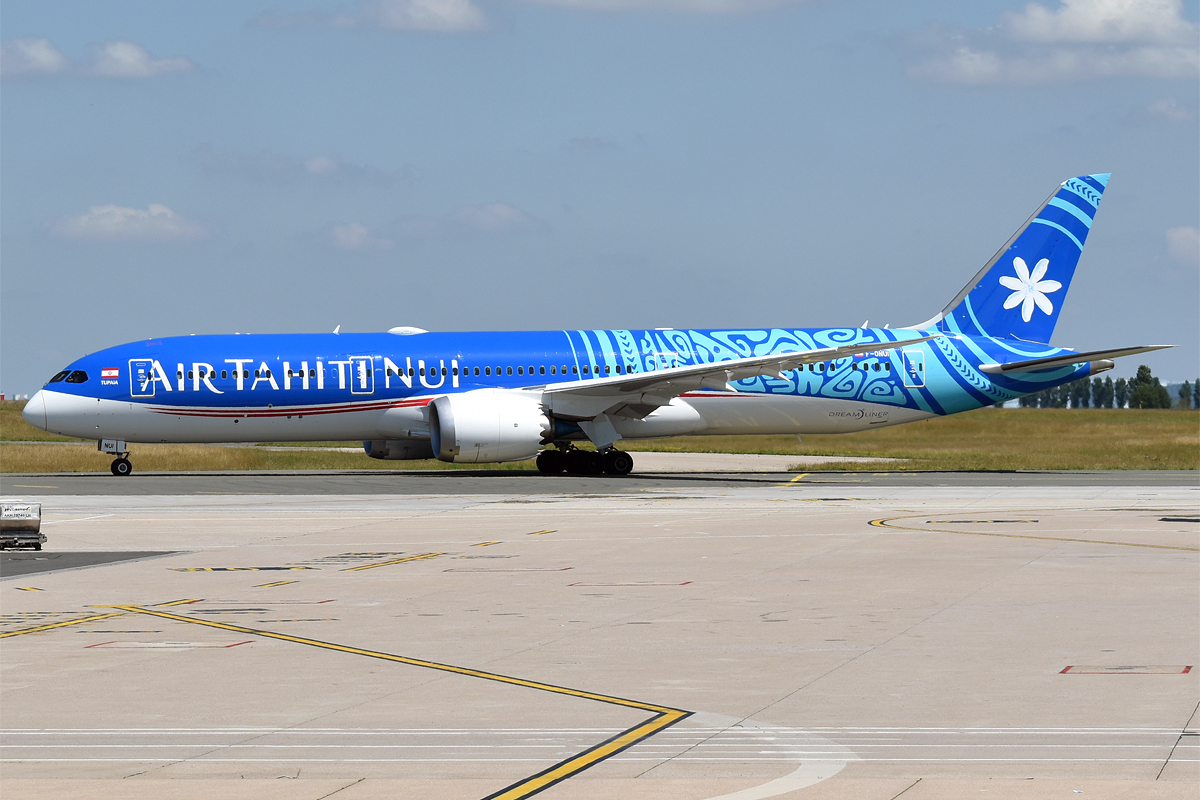
بوئینگ ۹–۷۸۷ خط هواپیمایی ایرتاهیتی نویی

تا تاریخ نوامبر ۲۰۲۱, ناوگان هواپمیایی ایرتاهیتی نویی شامل هواپیماهای ذیل می‌باشد:
| نوع هواگرد   | در حال خدمت | سفارش داده شده | مسافران | مسافران | مسافران | مسافران  | یادداشت‌ها |
| نوع هواگرد   | در حال خدمت | سفارش داده شده | C       | Y+      | Y       | تعداد کل | یادداشت‌ها |
| ------------ | ----------- | -------------- | ------- | ------- | ------- | -------- | --------- |
| بوئینگ ۹–۷۸۷ | ۴           | —              | ۳۰      | ۳۲      | ۲۳۲     | ۲۹۴      |           |
| Total        | ۴           | —              |         |         |         |          |           |